# Grassy Creek n.º 78
Grassy Creek n.º 78 es un municipio rural canadiense situado en la provincia de Saskatchewan.

## Superficie
Grassy Creek n.º 78 tiene una superficie de 831,45 km².

## Demografía
En 2021, tenía 341 habitantes, una densidad poblacional de 0,4 hab./km², y 139 viviendas.